# Urban Legend
Urban Legend – trzeci solowy album rapera z Atlanty, T.I., który został wydany 30 listopada 2004 roku przez wytwórnię Grand Hustle Records. Pierwszym singlem z płyty jest utwór "Bring 'Em Out".
Na featuringach fani usłyszą takie osoby jak Trick Daddy, Nelly, Lil' Jon, B.G., Mannie Fresh, Daz Dillinger, Lil Wayne, Pharrell, P$C, Lil' Kim i Big Kuntry. 
Produkcją płyty zajęli się Daz Dillinger, DJ Toomp, Jazze Pha, Lil Jon, Khao, KLC, Mannie Fresh, The Neptunes, Nick "Fury" Loftin, Sanchez Holmes, Scott Storch, Shorty B i Swizz Beatz.
W pierwszym tygodniu sprzedano 193 tys. egzemplarzy.

## Lista utworów
1. "Tha King"
2. "Motivation"
3. "U Don't Know Me"
4. "ASAP"
5. "Prayin for Help"
6. "Why U Mad at Me"
7. "Get Loose" (feat. Nelly i Jazze Pha)
8. "What They Do" (feat. B.G.)
9. "The Greatest" (feat. Mannie Fresh)
10. "Get Ya Shit Together" (feat. Lil' Kim)
11. "Freak Though" (feat. Pharrell)
12. "Countdown"
13. "Bring 'Em Out"
14. "Limelight" (feat. P$C)
15. "Chillin' With My Bitch" (Feat. Jazze Pha)
16. "Stand Up" (feat. Trick Daddy, Lil Jon i Lil Wayne)
17. "My Life" (feat. Daz Dillinger)

## Single
- "Bring 'Em Out" (2004)
- "U Don't Know Me" (2004)
- "ASAP" (2005)
- "Motivation" (2005)

## Teledyski
- "U Don't Know Me"
- "Bring 'Em Out"
- "ASAP/Motivation" (feat. P$C)